# Rue Henry-Farman
Rue Henry-Farman (ulice Henryho Farmana) je ulice v Paříži na samém jižním okraji města. Nachází se v 15. obvodu.

## Poloha
Ulice vede od křižovatky s Avenue de la Porte-de-Sèvres a stáčí se kolem severního okraje pařížského heliportu. Dále na ni navazuje ulice Rue Camille-Desmoulins, která se však už nachází ve městě Issy-les-Moulineaux.

## Historie
Silnice s původním názvem BO/15 byla během výstavby v této oblasti dne 23. srpna 1995 pojmenována po letci a výrobci letadel Henry Farmanovi. Zde totiž Farman 13. ledna 1908 vykonal první let motorovým dvouplošníkem Gabriela Voisina, který byl delší než 1 km.
V roce 2007 byly během výstavby objeveny stopy lidské činnosti. Následný archeologický průzkum trvající od února do září 2008 potvrdil, že se jedná o nejstarší nalezené doklady lidského osídlení na území Paříže. Pocházejí z doby mezolitu a neolitu. Na ploše 5000 m2 bylo nalezeno mnoho objektů, jako opracované kosti a kameny z období 5000 až 9000 let př. n. l. Místo využívali lovci a sběrači na břehu Seiny, jejíž jedno rameno tudy protékalo při okraji lesa.

## Významné stavby
- dům č. 50 je sídlem Generálního ředitelství civilního letectví
- Heliport Paříž - Issy-les-Moulineaux
- Aquaboulevard
- Parc Suzanne-Lenglen
- Památník Henryho Farmana